# 苑裡街
苑裡街為台灣日治時期1943年至1945年間存在之行政區，轄屬新竹州苗栗郡，其原為1920年成立的苑裡庄。苑裡街是苗栗郡下耕地面積較大的街庄，農產興盛，並以三角藺加工的帽蓆業知名，也是苗栗郡唯一的閩南人聚落。苑裡街即今苗栗縣苑裡鎮。

## 行政區劃
苑裡庄在臺灣日治時期行政區劃的十二廳時期原屬新竹廳苗栗二堡之苑裡庄、瓦磘庄、房裡庄、猫盂庄、社苓庄、山柑庄、山脚庄、石頭坑庄、南勢林庄、田藔庄、苑裡坑庄、舊社庄、大埔、芎蕉坑。1920年10月，上述14庄合併為「苑裡庄」，並在1943年10月1日升格為「苑裡街」，轄域內分為苑裡、瓦磘、房裡、貓盂、社苓、山柑、山腳、石頭坑、南勢林、田寮、苑裡坑、舊社、大埔、芎蕉坑等14個大字。
- 苑裡大字下有「苑裡」、「西勢」、「海口」、「北勢」小字名
- 苑裡坑大字下有「苑裡坑」、「水柳坡」小字名
- 社苓大字下有「社苓」、「公館子」小字名
- 石頭坑大字下有「石頭坑」、「新厝子」小字名
- 大埔大字下有「大埔」、「青埔」小字名
- 山柑大字下有「山柑」、「山柑尾」小字名[3]
- 猫盂大字下有「客庄」、「猫盂」小字名[2]

## 設施

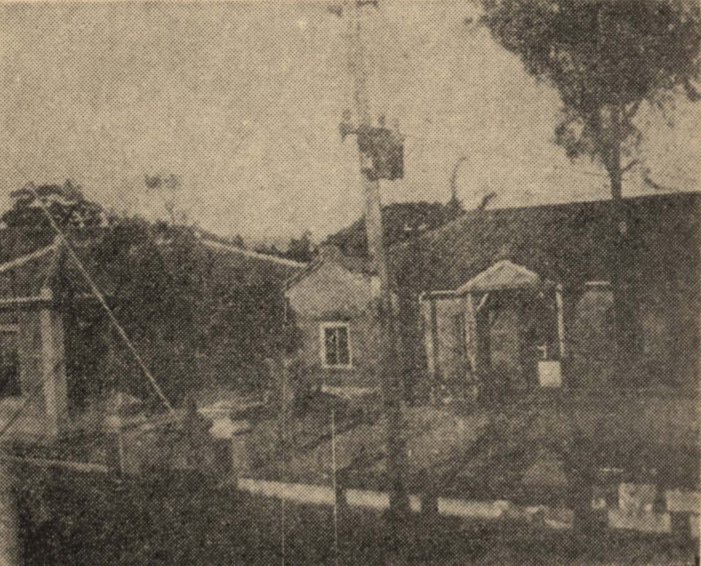
苑裡庄役場

- 苑裡街役場

- 苑裡郵便局
- 苗栗郡警察課通霄分室
  - 苑裡警察官吏派出所
  - 社苓警察官吏派出所
  - 山腳警察官吏派出所
- 苑裡車站
- 新竹州水產會苑裡魚市場
- 苑裡市場
- 臺灣合同株式會社三叉營業所苑裡散宿所
- 臺灣總督府殖產局帽子檢查所苑裡出張所
- 苑裡水利組合
- 苑裡信用購買販賣利用組合
- 苑裡建築信用購買利用組合
- 臺灣倉庫株式會社苑裡出張員

### 學校
- 苑裡農業專修學校（今苗栗縣立苑裡高級中學）
- 苑裡公學校（今苗栗縣苑裡鎮苑裡國民小學）
- 山腳公學校（今苗栗縣苑裡鎮山腳國民小學）